# Burbank (comté de Santa Clara, Californie)
Pour les articles homonymes, voir Burbank.
Burbank est une census-designated place du comté de Santa Clara, dans l'État de Californie, aux États-Unis,. En 2020, elle compte une population de 4 940 habitants.